# Overclocking

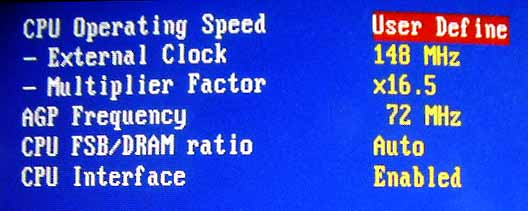
Overclock em um Athlon XP pela BIOS. A frequência de clock foi alterada de 133MHz para 148MHz, e o fator de multiplicação de x13.5 para x16.5

Overclocking é o nome que se dá ao processo de forçar um componente de um computador a rodar numa frequência, definida em hertz, mais alta do que a especificada pelo fabricante. Apesar de haver diferentes razões pelas quais o overclock é realizado, a mais comum é para aumentar o desempenho do hardware. O overclocking pode resultar em superaquecimento do processador, instabilidade no sistema, no caso de usuários de Android não pode ser feito por aplicativos de terceiros e às vezes pode danificar o hardware, se realizar de maneira imprópria.
A velocidade padrão de um componente está assegurada pela tensão (Volt) a que ele está definido para trabalhar. Existe uma margem ascendente de frequência que o componente tolera com essa mesma tensão até chegar a uma frequência onde é perdida a estabilidade, sendo necessário compensá-la com o incremento de tensão, aumentando consequentemente a temperatura.
O overclock pode ser aplicado basicamente a quatro componentes de hardware:
- Processador
- Placa-Mãe
- Memória RAM
- Placa de Vídeo

Nota-se que quem procura o overclock é o gamer, entusiasta ou utilizador de software que realmente requeira grandes recursos computacionais. Caso o usuário utilize o PC apenas em tarefas rotineiras de baixo desempenho como navegar na Internet, ouvir música, ver vídeos e fazer as coisas pessoais, não é necessário nem recomendável o overclock, já que este procedimento gasta uma grande quantidade de energia e se não feito com a refrigeração correta, pode acabar causando o sobreaquecimento dos componentes do computador, que por si, pode danificá-los. Normalmente quem aplica o overclocking utiliza um watercooler ou um cooler padrão com alta potência combinados com uma fonte com vários watts de capacidade.
A velocidade do clock num processador é definida multiplicando a velocidade da BUS pelo multiplicador, os quais estão definidos de fábrica (às vezes a velocidade da BUS pode ser designada por outros termos ou siglas, como HTT ou FSB (Front Side Bus).
O sucesso do overclock está dependente das potencialidades de todo o hardware envolvido, onde o essencial, em primeiro lugar é a placa-mãe, depois o processador e só então a memória. Recomenda-se que seja feito a partir da BIOS mas também é possível fazê-lo por software ou alterando fisicamente os componentes.
Mas overclock não trata apenas de aumento em MHz ou em multiplicação, nos processadores também podem ser alteradas suas diferenças de potencial para aumento de carga ou sua diminuição (underclock).
Isso pode ter certas consequências, das quais se destacam a diminuição da vida útil do hardware e o aumento de temperatura do dispositivo. Podendo até provocar a fusão dos componentes do computador. Esse aumento da temperatura é solucionado com o resfriamento do hardware.

## Refrigeração

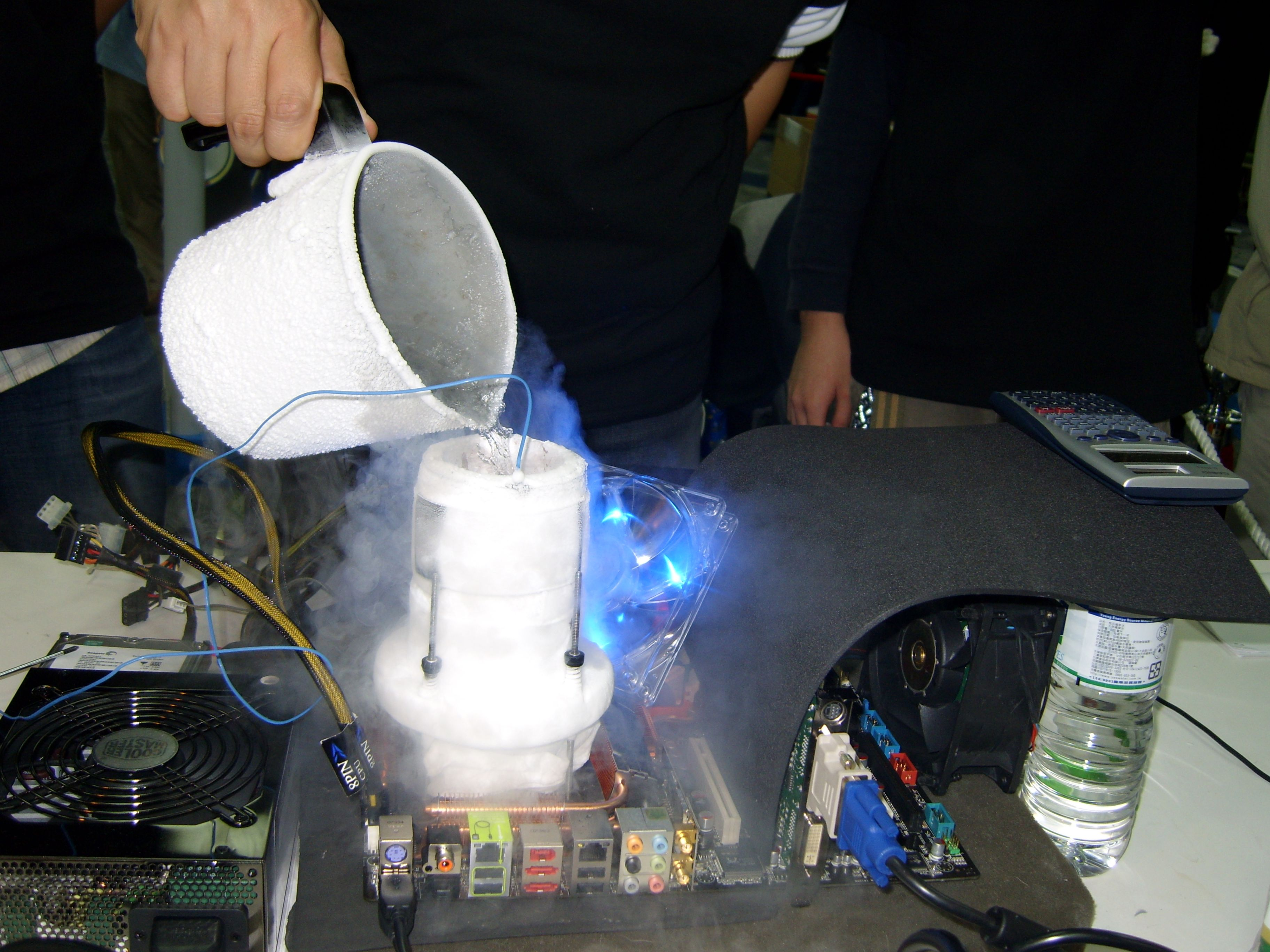
Processador sendo refrigerado com nitrogênio líquido.

A maioria dos sistemas de refrigeração é projetada para computadores que não utilizam o overclocking, mesmo assim, hoje em dia, encontramos cada vez mais métodos eficazes para soluções de refrigeração, como ventiladores poderosos, dissipadores de calor, refrigeração a água (watercooler). Com isso aumentando a possibilidades de overclocking, pois ao fazê-lo você estará aumentando a freqüência (velocidade) e a voltagem de operação do processador, que fará com que o processador aqueça mais do que deveria, então é necessária uma refrigeração voltada para esse processo. Quanto maior o valor do overclocking, mais será necessário refrigerá-lo.
Dissipadores de calor muitas vezes são feitos inteiramente de cobre, que possui uma alta condutividade térmica, mas o custo é elevado. Sendo assim é muito comum a utilização do alumínio, que tem uma condutividade térmica mais pobre, mas é significativamente mais barato que o cobre. Muitos dissipadores de calor combinam dois ou mais materiais para atingir um bom custo-benefício.
A refrigeração a água segue o mesmo princípio de sistemas de refrigeração de motores automotivos. Este sistema veio para combater a refrigeração a ar, permitindo assim melhor resfriamento dos componentes, conseguindo-se maiores valores de overclocking nos diferentes tipos de hardware.
Existem outros métodos que podem ser utilizados em casos extremos, como o nitrogênio líquido, hélio liquido e gelo seco. Estes métodos são geralmente impraticáveis em longo prazo, por exemplo, os transistores a base de silício irão se degradar a temperaturas abaixo de -173 °C e geralmente parar de funcionar em temperaturas de -233 °C.

## Vantagens
- Maior desempenho em jogos, codificação, edição de vídeos e um adicional ganho em velocidade nas tarefas, sem nenhuma despesa adicional com hardware ou software. No entanto, aumentará o gasto de energia. Particularmente, para entusiastas que regularmente atualizam seus hardwares, overclocking pode aumentar o tempo que um upgrade é necessário.

## Desvantagens
- Muitas das desvantagens de overclocking podem ser a aliviadas ou bastante reduzidas por overclockers hábeis. Porém, durante o processo, usuários novatos podem cometer erros que poderiam ser evitados, desde um sistema instável e apresentando erros, a componentes danificados. Um estudo em 2011 mostrou que computadores com uma CPU com overclocking tinha mais chances de falharem.[2]
- Na teoria o overclock não é uma prática viável para se aumentar a velocidade de processamento. O que determinará o clock do processador é a sua capacidade de propagação de ondas eletromagnéticas sobre a superfície dos componentes aliado ao comportamento projetado (pipeline, escalabilidade). No projeto de desenvolvimento de hardware todas as especificações técnicas devem ser obedecidas para que o comportamento do processador esteja dentro do esperado. O maior exemplo de que esta prática não é viável, é a ausência de usos em aplicações comerciais e cálculos científicos (que precisariam de tempo muito grande de funcionamento sem falhas).
- O Aumento da velocidade de relógio/tensão resulta num maior consumo de energia.
- Se você usa o Windows XP, e fizer um overclock, pode ficar estável, porém se for reinstalado poderão ocorrer erros de leitura de arquivos, também poderá ocorrer erros durante a instalação de atualizações do OS.
- Em relação a temperatura, ela não irá só elevar a temperatura do processador, mas também do gabinete e consequentemente de todos os componentes internos.
- Ao fazer "overclocking" se o aparelho for novo e estiver na garantia perde imediatamente.